# دماغ دونوفان
دماغ دونوفان هي رواية خيال علمي صدرت عام 1942 للكاتب الأمريكي كيرت سيوداك.
ناقش ستيفن كينغ الرواية في كتابه عام 1981 دانس ماكابر وذكرها في روايته/مسلسلاته القصيرة. كتب سيودمك في وقت لاحق تكملة في عام 1968 بعنوان ذاكرة هاوزر وكتب تكملة أخيرة في عام 1991 بعنوان جسد غابرييل.